# Клотно (Куявсько-Поморське воєводство)
Клотно (пол. Kłotno) — село в Польщі, у гміні Барухово Влоцлавського повіту Куявсько-Поморського воєводства.
Населення — 462 особи (2011).
У 1975-1998 роках село належало до Влоцлавського воєводства.

## Демографія
Демографічна структура станом на 31 березня 2011 року:
|          | Загалом | Допрацездатний вік | Працездатний вік | Постпрацездатний вік |
| -------- | ------- | ------------------ | ---------------- | -------------------- |
| Чоловіки | 220     | 43                 | 142              | 35                   |
| Жінки    | 242     | 58                 | 134              | 50                   |
| Разом    | 462     | 101                | 276              | 85                   |